# Marianne de Muller
Pour les articles homonymes, voir Muller.
La Marianne de Muller est une série de six timbres français d’usage courant, émise en 1955 et dont la dernière valeur est retirée de la vente en 1961. Elle est dessinée par Louis Muller et gravée par Jules Piel. 

## Histoire
En 1954, le remplacement de la Marianne de Gandon est envisagé. Dans le cadre d'un concours pour la création d'un nouveau type de timbre, un projet de Muller représentant Marianne coiffée d'un bonnet phrygien est refusé : le dessinateur reprend son crayon et remplace la coiffure par une couronne de feuilles de chêne. Le nouveau dessin est accepté au détriment d'un projet concurrent qui sera cependant retenu dix ans plus tard, la Marianne de Cheffer.

## Description
Les timbres sont dessinés par Louis Muller et gravés par Jules Piel. Mesurant 20 × 24 mm, ils sont dentelés 14 x 13½ et imprimés par feuilles de 100 en typographie rotative.
La tête de Marianne est vue de profil droit, coiffée d'une couronnée de feuilles de chêne, sur fond de soleil rayonnant. La mention « REPUBLIQUE FRANÇAISE » est inscrite dans un cartouche en bas du timbre et le mot « POSTES » figure verticalement à gauche, dans le cadre.
Le nom de Marianne est un nom d'usage, son nom officiel est République de l'espérance. Selon Jules Piel, en raison de l'impression en typographie, le visage de la Marianne couronnée de lauriers tourné vers le soleil n'a pas toute la beauté méritée.[réf. nécessaire]
| Valeur faciale | Couleur      | Émission        | Retrait           | Tirage        |
| -------------- | ------------ | --------------- | ----------------- | ------------- |
| 15 F           | rose carminé | 22 février 1955 | 18 janvier 1958   | 4 434 999 808 |
| 6 F            | rouge-orange | 17 mai 1955     | 16 juin 1957      | 6 440 000     |
| 12 F           | vert-jaune   | 7 juillet 1955  | 14 septembre 1957 | 19 212 000    |
| 20 F           | bleu         | 22 juin 1957    | 18 février 1961   | 2 750 000 128 |
| 18 F           | vert         | 22 mai 1958     | 11 avril 1959     | 112 630 000   |
| 25 F           | rouge        | 5 mai 1959      | 12 février 1961   | 1 042 000 000 |

Les 20 et 25 F continuent d'être utilisés sur courrier après le passage au nouveau franc le 1er janvier 1960 ; leur pouvoir d'affranchissement n'est plus alors que du centième de leur valeur faciale, respectivement 0,20 et 0,25 F.
Deux timbres de cette série sont modifiés pour être utilisés en Algérie française : en 1955, sur le 15 F rose carminé, la légende « REPUBLIQUE FRANÇAISE » en bas du timbre est remplacée par « RF-ALGÉRIE-RF » ; pour le 20 F bleu émis en 1957, la légende d'origine n'est pas modifiée mais le mot « ALGÉRIE » est rajouté verticalement dans le cadre à droite. Les 20 et 25 F sont surchargés d'une nouvelle valeur en monnaie CFA (10 et 12 F) pour servir à La Réunion.